# 横歩取り3三桂
| 9  | 8  | 7  | 6  | 5  | 4  | 3  | 2  | 1  |    |
| 香 | 桂 | 銀 | 金 | 王 |    | 銀 |    | 香 | 一 |
|    |    |    |    |    |    | 金 | 角 |    | 二 |
| 歩 |    | 歩 | 歩 | 歩 | 歩 | 桂 |    | 歩 | 三 |
|    |    |    |    |    |    | 飛 |    |    | 四 |
|    |    |    |    |    |    |    |    |    | 五 |
|    | 飛 | 歩 |    |    |    |    |    |    | 六 |
| 歩 |    |    | 歩 | 歩 | 歩 | 歩 |    | 歩 | 七 |
|    | 角 | 金 |    |    |    |    |    |    | 八 |
| 香 | 桂 | 銀 |    | 玉 | 金 | 銀 | 桂 | 香 | 九 |

横歩取り3三桂（よこふとりさんさんけい）は将棋の戦法の一つ。横歩取りの戦型で後手番が採用する指し方。
▲7六歩△3四歩▲2六歩△8四歩▲2五歩△8五歩▲7八金△3二金▲2四歩△同歩▲同飛△8六歩▲同歩△同飛▲3四飛の局面（ここまでは横歩取りの基本形）で△3三桂と跳ぶのがこの戦法の骨子。ここで△3三角と上がると横歩取り3三角となり、△8八角成▲同銀△7六飛と後手も横歩を取ると相横歩取りになる。
後手の飛角桂の活用がやや難しいため、当初は3三角戦法と違い採用率が低く、奇襲戦法の一つとして認知されていたに過ぎなかった。

## 解説
北村昌男が横歩取りの一つの型として1980年代に3三桂戦法を用いたことで脚光を浴び、以来北村流と呼ばれる。
北村が初めて指したのは1981年（昭和56年）7月28日の
対丸田祐三戦でのことで、早指し選手権での千日手指し直し局であった。テレビで放映のはずが、とりやめに
なったのは残念だが指し直しのため先後が入れ替わり、 3三桂戦法を使うことができたのは幸いだった、そして北村は丸田が初手が▲2六歩で、後手番の自身が2手目に△3四歩とすれば、必然的に横歩取りに誘導できるとし、さらに持ち時間の少ない棋戦なので新戦法をやるにはうってつけだと思ったという。
北村自身はそれまで他の棋士が指したのを見たことがなく、滝誠一郎が「誰かが指したのを見た」と言っていたが、北村自身は不勉強のため知らなかった戦型であったという。　
かねてから北村は、プロ棋士は猫もシャクシも矢倉、振飛車、穴グマばかりで、目先きが時々変わらなくてはファンに飽きられるんじゃないか、将棋はどんな戦型を指しても、そう悪くなるハズがないことを示したい、こんど3三桂戦法をやってみようと思いたったという。
北村は、将棋は常々どんな戦法でも五分五分の形成になると思っており、またこの戦術は相手がかんじんで、丸田はその棋風からみて、3三桂戦法を指そうとして誘導すれば、 自然に基本図になるだろうし、将棋に明かるい方だからきっと良い答えを導き出すことができるとみて決行する。
この第1号局は114手にて北村が勝つ。2号局は順位戦でやらないばと思い、1号局から3ヶ月後の、当時の昇降級リーグ、1981年（昭和56年）10月27日リーグ戦2組、関根茂戦で試みる。この一戦は途中悪手をさして75手で敗れる。3号局は二ヶ月後の12月の鈴木輝彦戦で、先手の8七に歩を受けない中住まい玉に、後手が1三角と覗き、先手が6八銀としたので、△8六歩以下52手で後手が快勝。4号局は昇降級リーグで2号局の時に隣で指していた加藤博二との二ヶ月後の一戦。局後加藤は二ヶ月前に見たきみの将棋は先手よしのはずだから同じに指したとしてその時と同一手順となったが、修正手段を用意していたので70手でケリがついた。以降北村は３局指してその時点で4勝3敗であった。
深浦康市によると、3三桂戦法がプロ棋士の間で脚光を浴びるきっかけとなったのは、平成2年の棋聖戦で屋敷伸之が3三桂戦法を採用して森下卓を破った一局である。このとき先手の森下が採用した3八玉形が廃れ、先手は玉を中住まいに構えるようになった。
その後、先手中住まいへの対策として考案されたのが、5筋の歩を伸ばして先手の玉頭に狙いをつける手法である。この指し方の代表局としては平成4年6月の天王戦の羽生善治対脇謙二戦がある。
以上の2局は先手が持久戦を志向した場合の指し方としてほぼ定跡手順となっているが、先手が急戦模様に動く手法も現れた。

## 文献
- 所司和晴『横歩取りガイド』
- 所司和晴『横歩取りガイドII』
- 羽生善治『羽生の頭脳〈9〉激戦!横歩取り』
- 羽生善治『羽生の頭脳10―最新の横歩取り戦法』
- 深浦康市『これが最前線だ！―最新定跡完全ガイド（最強将棋塾）』
- 所司和晴『横歩取り道場 第1巻 - 第7巻（東大将棋ブックス）』